# Kruistabel
In de statistiek is een kruistabel of contingentietabel een tabel waarin de frequentieverdeling of relatieve-frequentieverdeling van combinaties van twee of meer grootheden wordt weergegeven. Kruistabellen worden gebruikt om snel een globaal visueel inzicht te krijgen in het verloop van twee of meer variabelen en een mogelijke samenhang ertussen. Het meetniveau van de variabelen is nominaal of ordinaal. Variabelen van een hoger meetniveau kunnen op nominaal of ordinaal niveau weergegeven worden door groepering in klassen.

## Voorbeeld
Een aselecte steekproef van 500 Nederlandse vakantiegangers in Turkije, wordt ingedeeld naar het kenmerk "geslacht" en in drie leeftijdscategorieën "jong", "middelbaar" en "oud". Het resultaat is weergegeven in de onderstaande kruistabel.
|        | jong | middelbaar | oud | totaal |
|        |      |            |     |        |
| man    | 98   | 117        | 14  | 229    |
| vrouw  | 113  | 140        | 18  | 271    |
|        |      |            |     |        |
| totaal | 211  | 257        | 32  | 500    |
Met statistische analysetechnieken, zoals de chi-kwadraattoets, kan bijvoorbeeld onderzocht worden of de verdeling over de leeftijdscategorieën bij mannen en bij vrouwen van elkaar verschillen.
Om er zeker van te zijn dat mannen en vrouwen gelijk vertegenwoordigd zijn, kan men ook twee steekproeven nemen van 250 mannelijke en 250 vrouwelijke Nederlandse vakantiegangers in Turkije. Ook dit resultaat kan worden weergegeven in een kruistabel. Bijvoorbeeld:
|        | jong | middelbaar | oud | totaal |
|        |      |            |     |        |
| man    | 103  | 118        | 29  | 250    |
| vrouw  | 114  | 129        | 7   | 250    |
|        |      |            |     |        |
| totaal | 217  | 247        | 36  | 500    |

## Analyse
In eenvoudige kruistabellen kan in veel gevallen door inspectie gezien worden of er een verband tussen de variabelen bestaat. Gecompliceerdere kruistabellen laten zich niet zo gemakkelijk analyseren, maar zullen met statistische methoden onderzocht moeten worden. Daarvoor staan de volgende hulpmiddelen ter beschikking.

### Associatiematen
- Cramérs V
- Kendalls tau
- Odds ratio
- Yules Q
- Yules Y

### Statistische toetsen
- Chi-kwadraattoets
- Fishers exacte toets